# کوتزو
کوتزو (به ایتالیایی: Cozzo) یک کومونه در ایتالیا است که در استان پاویا واقع شده‌است.

## خصوصیات
کوتزو ۱۷٫۴ کیلومترمربع مساحت و ۴۲۱ نفر جمعیت دارد.